# Antonio Veronese
 (janvier 2014).
Si vous disposez d'ouvrages ou d'articles de référence ou si vous connaissez des sites web de qualité traitant du thème abordé ici, merci de compléter l'article en donnant les références utiles à sa vérifiabilité et en les liant à la section « Notes et références ».
Antonio Veronese, né le 17 octobre 1953 à Brotas au Brésil, est un artiste peintre brésilio-italien.

## Biographie
Antonio Veronese est né en 1953 à Brotas, petite ville des environs de São Paulo au Brésil, dans une famille d’origine italienne.
Pour sa peinture qui, dans les années 1980/90 a dénoncé la violence contre les enfants prisonniers au Brésil, il a été invité auprès de la Commission des Droits de l'Homme à l'ONU, à Genève, et a reçu, à la Cour Suprême de Justice brésilienne, la mention Honoris Causa du Latin American Institut of United Nations.
Depuis les années 1990, il expose successivement dans plusieurs pays, notamment au Brésil, États-Unis, Chili, Suisse, Japon, France, Allemagne, Portugal et en 2014 à Dubai.
Il poursuit pendant seize années une expérience comme maître de peinture auprès de jeunes prisonniers au Brésil, expérience saluée par l’Organisation des droits de l'homme aux Nations unies, et pour laquelle il reçoit la mention Honoris Causa de la Cour Suprême de Justice du Brésil (STF).
En 1995, il est l'artiste représentant le Brésil aux commémorations du 50e anniversaire des Nations unies, aux États-Unis.
En 1998, il a été invité comme orateur à la Commission des Droits de l'Homme aux Nations unies, à Genève. La même année, Veronese est l'artiste représentant le Brésil à la Réunion des épouses de chefs d'état à Santiago du Chili, invité par Ruth Cardoso, sociologue et épouse du président du Brésil Fernando Henrique Cardoso.
Depuis 2004, il habite à Barbizon, France.

## Œuvres
Antonio Veronese est l'auteur de :
- Famine, depuis 1994 à l'Organisation des Nations unies pour l'alimentation et l'agriculture (FAO), à Rome ;
- Sans Paroles, Salon du Vieux Colombier, à Paris ;
- Save the Children, symbole du 50e anniversaire des Nations unies (Mont Alverno Conference Center-Redwood City, Californie (États-Unis) ;
- Just Kids, symbole de l'UNICEF, depuis 2006 à l'Université Catholique de Rio de Janeiro, Brésil ;
- Dormant dans la rue, depuis 1997 à l´Université de Genève, en Suisse ;
- La Marche (Tensão no Campo), installé au Parlement du Brésil à Brasília, depuis 1996 ;
- Panel Fondation Integra, Santiago du Chili, Chili ;
- A la Marge, Université de Genève, Suisse
- Faces of Fear, World Childhood Fondation, Berlin
- 600 Enfants, Musée National des Beaux Arts, Rio de Janeiro
- Visages du Silence, Centre Culturel du Brésil, Paris
- Maternité, Fondation Paídos, Genève
- Étude pour La Marche, Petit Palais, Genève

## Expositions
- Galerie Idea - Rio de Janeiro (1990)
- Galeria Bonino - Rio de Janeiro (1991)
- Musée de la République- Rio de Janeiro (1992)
- Teatro dos Quatro - Rio de Janeiro (1993)
- Contorno Art Galerie - Rio de Janeiro (1993)
- Italian Cultural Institut - San Francisco (États-Unis) (1993)
- Musée Italo-American (donation)- San Francisco (1993)
- Brazilian Mission to the United Nations- New York (1994)
- San Francisco State University - San Francisco (1995)
- Mont Alverno Conference Center - Nations unies - Redwood City (États-Unis) (1995)
- Musée de la Villa de Sao Paulo-Pateo do Colégio - Sao Paulo (Brésil) (1996)
- Salon Noir du Parlement Brésilien - Brasília - (1996)
- Exposition La Marche- Musée du Parlement - Brasília (1996)
- ABI- Associaçao Brasileira de Imprensa - Rio de Janeiro (1997)
- Petit Palais de Genève (1997)
- Université de Genève (Suisse) (1997)
- Fondation Païdos (Genève) (1998)
- Fondation Integra-Santiago du Chili (Chili) (1998)
- Musée National des Beaux Arts - Rio de Janeiro (1998)
- Musée National des Beaux Arts - Rio de Janeiro (1999)
- Les Enfants en Marche - Lausanne (Suisse) (1999)
- A49 Gallery - New York (2001)
- World Childhood Fondation - Berlin - 2001
- Musée National des Beaux Arts - Salle Candido Portinari - Rio de Janeiro (2000)
- UNESCO-Paris- Sales Miro 1 et 2 (2008)
- Galerie Celal-Paris (2010)
- Musée Historique du Domaine National de Saint-Cloud (2009)
- Grand Palais Paris - (collective) - Paris (2009)
- Mairie de Saint - Germain des Près - Paris (2009)
- Paul Mahder Gallery - San Francisco - États-Unis (2009)
- Peintre de Barbizon - France (2009)
- Salon du Vieux Colombier - Paris (2010)
- Musée Rousseau-Barbizon (2010)
- Peintre de Barbizon - France (2010)
- Art-Paris- Grand Palais - Paris (2010)
- Asago Museun – Japon (2010)
- Peintre de Barbizon - France (2011)
- Mairie de Saint-Germain des Près - Paris (2011)
- Peintre de Barbizon - France ( 2012)
- Foire Européenne D'art Contemporaine à Lille (2012)
- Mairie de Saint-Germain des Près - Paris ( 2012)
- Centre Cultural Brésil-France - Paris (2003)
- Salon du Vieux Colombier à Paris - (2012)
- Carrousel du Louvre - Paris (2012)
- Antonio Veronese, l'Expressionnisme à Barbizon (2013)
- Art & Couture - Dubai (2014)
- Carrousel du Louvre, Paris (2014)
- Secrets de l'Atelier - Mairie du 6e à Paris (2015)
- Veronese à Barbizon (2016)